# USS Sequoia (AG-23)

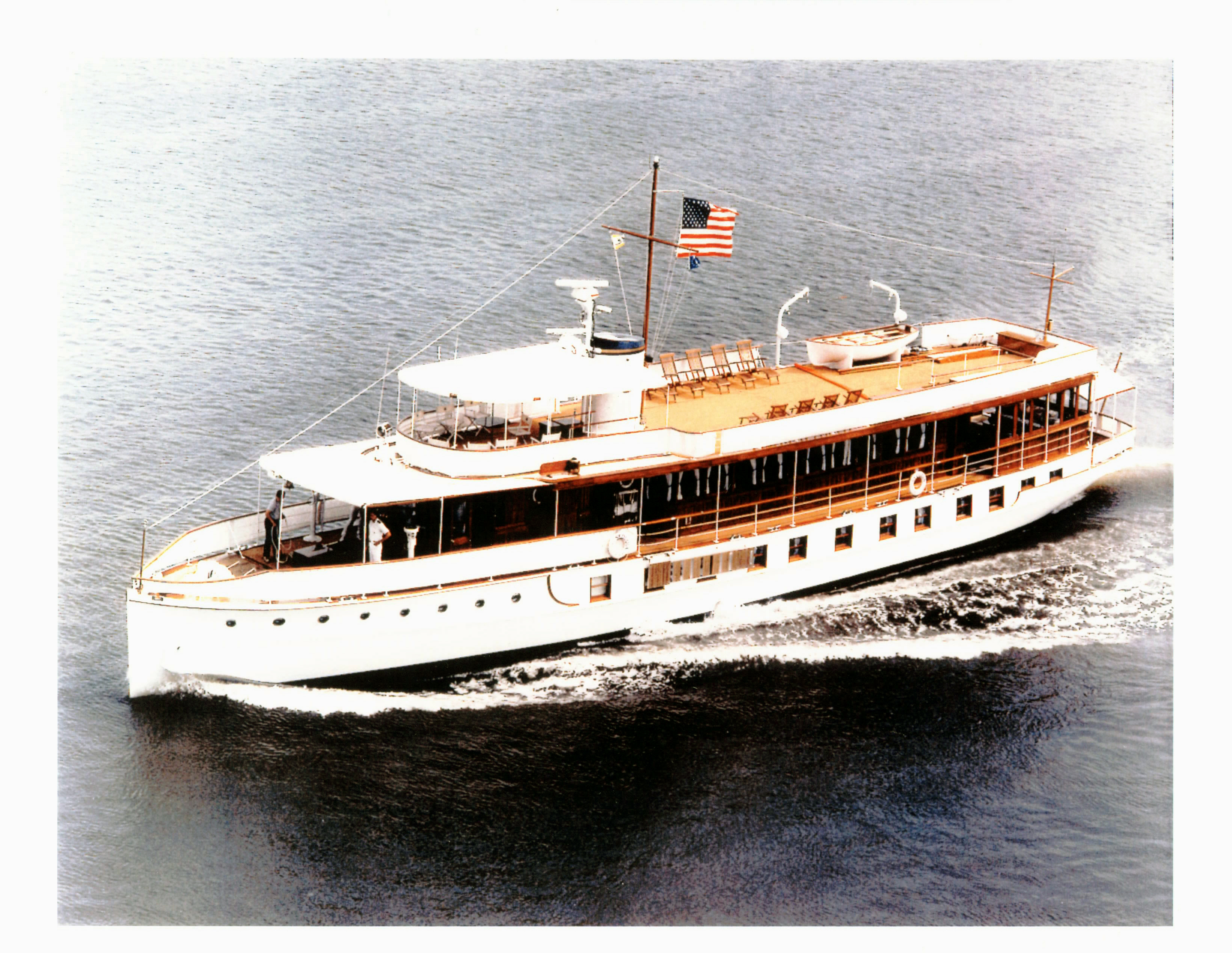
Le Sequoia.

Pour les autres navires du même nom, voir USS Sequoia.
L'USS Sequoia est un ancien yacht présidentiel des États-Unis, devenu propriété privée depuis 1977. Il est depuis 1987 enregistré comme National Historic Landmark.

## Yacht privé
Le bateau a été conçu par John Trumpy Sr., un architecte naval d'origine norvégienne alors renommé dans la haute société américaine pour la construction de yachts en bois, élégants, confortables et très bien finis. Il est construit pour Richard Cadwalader, une fortune de Philadelphie, en 1925/1926 au chantier naval de Camden dans le New Jersey pour un coût de 200 000 $. Cadwalader le revendit trois ans plus tard à William Dunning, président de la Sequoia Oil Company du Texas qui le nomma Sequoia II.
Le navire est long de 31 mètres avec une coque en bois renforcée par une armature en acier. Il possède trois ponts, un pont supérieur entièrement découvert, un pont principal où se trouve le poste de pilotage, une grande salle à manger et un salon donnant sur une plate-forme arrière (fish deck) initialement destinée à la pêche et un pont inférieur avec les cabines dont une luxueuse cabine principale, des cabines pour les invités, une petite cuisine et les logements de l'équipage.
William Dunning connaissant des difficultés financières avec la crise des années 1930 du s'en séparer. Le Sequoia fut racheté en 1931 par le département du Commerce des États-Unis, pour des patrouilles et des contrôles principalement en baie de Chesapeake (le département du Commerce est à l'époque chargé du commerce et du travail et de ses réglementations). Il va ainsi principalement contrôler les navires huitriers de la baie. Le président Herbert Hoover, un passionné de pêche, qui avait été obligé de se départir du grand yacht présidentiel, l'USS Mayflower, en 1929 par mesure d'économies en cette période de crise, emprunta le Sequoia au département du Commerce, s'en servant de manière informelle comme yacht présidentiel.

## Yacht présidentiel
En 1932, il fut transféré au sein de l'US Navy, servant alors officiellement de yacht présidentiel pendant trois ans. Le président Hoover l'utilise alors souvent pour fuir la lourde chaleur estivale de Washington et pour des parties de pêche dont il est un passionné. Il en fait même un usage un peu trop voyant en ces temps de chômage et pauvreté aux États-Unis dont l'utilisation de la photo du yacht sur les cartes de vœux présidentielles de la fin d'année 1932.
Le président Franklin D. Roosevelt va lui aussi souvent naviguer à bord du yacht mais de façon plus discrète que son prédécesseur. Il s'en servira aussi pour nouer des contacts informels avec ses hôtes étrangers. Le Premier Ministre britannique Winston Churchill est ainsi reçu à bord plusieurs fois. L'accès au Sequoia est facilité par sa petite taille, lui permettant de remonter le Potomac jusqu'à Washington DC et d'être à quai à moins de 10 minutes de la Maison-Blanche. Le yacht sera équipé d'un petit ascenseur pour permettre au président Roosevelt, alors en chaise roulante, d'atteindre plus facilement le pont inférieur.
En 1936, le Sequoia est remplacé comme yacht présidentiel par le plus grand USS Potomac (la Navy aurait jugé le Sequoia trop dangereux en cas d'incendie, surtout pour un président Roosevelt handicapé). De 1936 à 1969, il devint le yacht du secrétaire à la Marine des États-Unis. Mais durant cette période, il continuera d'être utilisé par les présidents et des hauts responsables américains, surtout qu'avec le désarmement de l'USS Williamsburg par le président Eisenhower en 1953, il reste le seul yacht à disposition du gouvernement. De 1969 jusqu'à 1977, le yacht fut en usage partagé entre l'US Navy et les principaux membres de l'administration présidentielle dont le président lui-même. Le président John Kennedy y fêtera son 46e et dernier anniversaire en mai 1963. Le président Lyndon Johnson, ayant perçu l'avantage politique qu'il pouvait en tirer, l'utilisera très fréquemment pour des réunions avec des sénateurs ou d'autres personnalités politiques américaines pour les convaincre de sa politique ou de ses projets de lois comme ceux sur les Civil Rights Act de 1965 et 1968 ou le programme d'assurance de santé Medicare. Il en fera de même en politique étrangères, y recevant beaucoup d'ambassadeurs. Il appréciait alors l'espace clos et le fait d'avoir le temps de la discussion avec ses interlocuteurs. La Navy devra même prévoir un renforcement du pont supérieur et s'assurer de la stabilité du navire, au vu des nombreuses personnes que le président Johnson pouvait quelquefois convier à son bord.
Le président Richard Nixon l'aurait utilisé plus d'une centaine de fois. Il servira lors de la négociation des accords Salt I de réduction des armements, en y accueillant à son bord Léonid Brejnev pour une croisière. C'est aussi à bord du Sequoia que le président américain annoncera à sa famille, sa décision de démissionner après le scandale du Watergate (il demanda même au capitaine du navire les semaines précédentes, de naviguer de manière que l'immeuble du Watergate ne soit pas visible et joua au piano God bless America lors de sa dernière croisière).
Le président Gerald Ford y tiendra des réunions de Cabinet et négociera avec le Premier Ministre canadien Pierre Elliott Trudeau un traité avec le Canada.
Au début de sa présidence, Jimmy Carter décide de s'en séparer, acte symbolique d'économie budgétaire de la Maison-Blanche en une période d'augmentation du prix du pétrole et de montée du chômage aux États-Unis ; il fera aussi réduire le parc automobile et la flotte d'hélicoptères de la Maison Blanche. À l'époque son coût d'entretien annuel est estimé à 800 000 $. Bien que cette décision soit critiquée par certains membres du Congrès jugeant le Sequoia comme partie du patrimoine national, ayant servi sous sept présidences, le yacht est mis aux enchères publiques le 18 juin 1977. C'est un homme d'affaires de Rhode Island qui l'acquiert pour 286 000 $ devançant les enchères entre autres de Larry Flynt et d'Armand Hammer.

### Quelques légendes
Du fait d'un usage discret du yacht par la plupart des présidents américains, quelques légendes ont couru sur ce qui a pu s'y passer à bord. Ainsi il a été faussement dit que :
- le président Roosevelt et le Premier Ministre britannique y auraient arrêté la date du débarquement de Normandie[1] ;
- le président Harry Truman y aurait décidé le bombardement atomique d'Hiroshima[1] (en fait la décision fut prise lors de la conférence de Potsdam) ;
- le président Kennedy y rencontrait Marilyn Monroe ou d'autres conquêtes féminines[1].

### Sécurité présidentielle
Après l'assassinat de John Kennedy, la sécurité autour des présidents américains se renforce considérablement et le Sequoia avec ses espaces ouverts présente un risque important. Avant chacune des croisières présidentielles, il est alors fouillé par le Secret Service qui y envoient même des plongeurs sous la coque. Lors de ses sorties, il est entouré de plusieurs vedettes de sécurité et fréquemment accompagné d'un hélicoptère chargé de surveiller les rives du Potomac. Un des points sensibles est le passage sous le pont routier sud de Washington. Le KGB avait ainsi demandé, sans succès, sa fermeture lorsque Léonid Brejnev était monté à bord du yacht.

## Après 1977

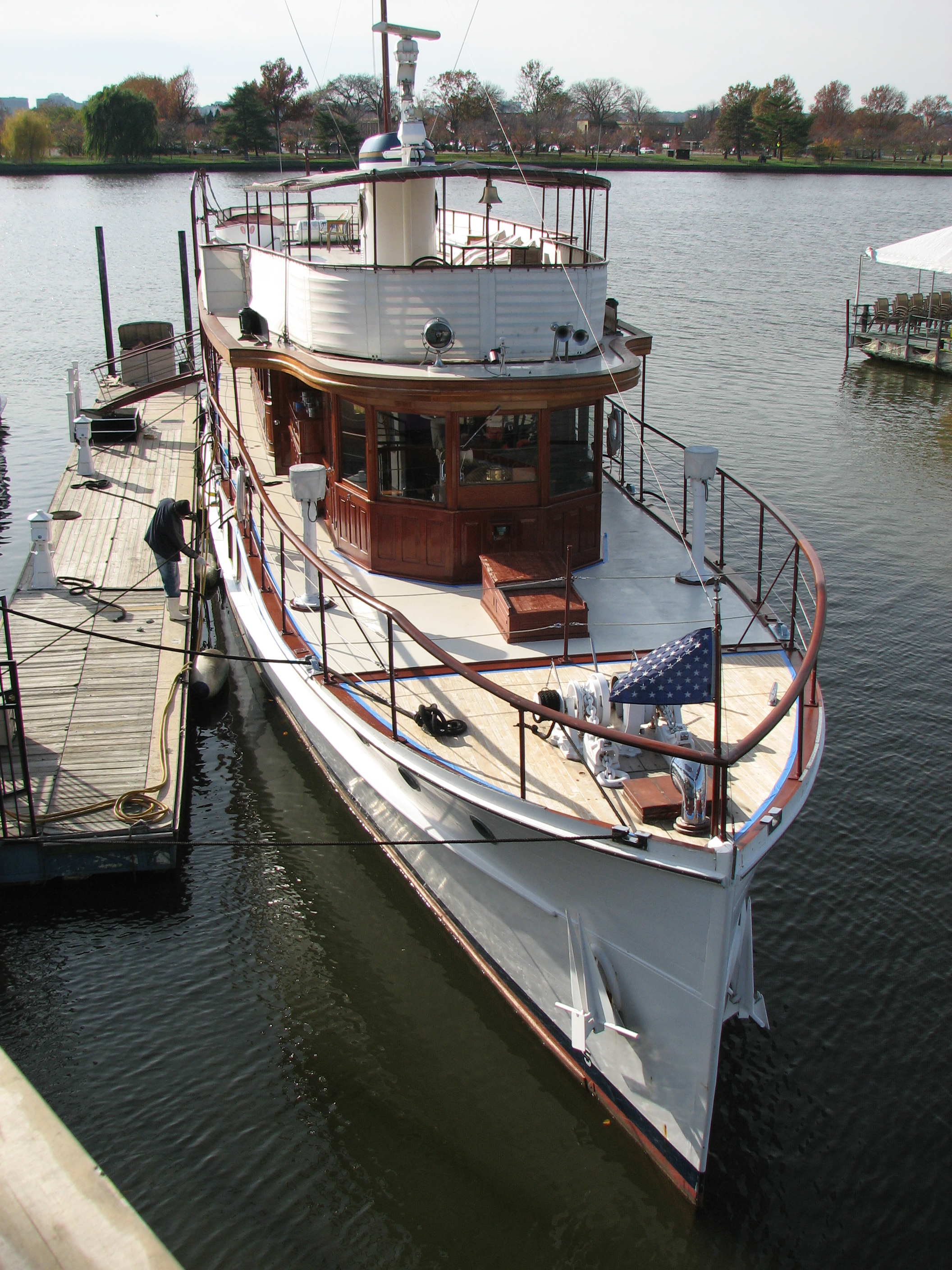
Le Sequoia à quai dans la marina de Washington en 2008.

Le Sequoia connaitra plusieurs propriétaires successifs lors des 25 années suivantes. Ces derniers chercheront à rentabiliser son passé historique comme attraction touristique en Caroline du Nord puis en Floride mais n'arriveront pas à faire face au coût d'entretien élevé de ce bateau à la coque en bois. En 1981, un groupe d'hommes d'affaires de Washington créent une organisation à but non lucratif, le Presidential Yacht Trust, dans le but de protéger ce patrimoine historique, de le ramener à Washington, voire qu'il soit réutilisé par la Présidence. Pour lever des fonds, ils organisent un come-back tour de 8 000 milles, remontant même le Mississippi et rencontrant un succès populaire, plusieurs milliers d'Américains visitant le navire.
Le yacht fut mis en cale sèche en 1986 dans un chantier du nord de la Virginie pour une rénovation complète. Mais celle-ci estimée au départ à 1 million de dollars, s'éleva au bout du compte à plus de 3 millions, d'importants travaux sur la superstructure du navire étant nécessaires. Le trust ne put faire face à cette facture et le chantier devint propriétaire du navire qui allait rester en cale sèche pendant près d'une décennie.
Il fut racheté en septembre 2000 pour deux millions de dollars par Garry Silversmith, un passionné de ce qui touche à la présidence américaine. Il est depuis 2003 disponible à la location mais sert également pour des manifestations officielles. Il est basé à Washington.
En novembre 2004, le Congrès américain a voté un budget de deux millions de dollars pour racheter le Sequoia mais cet achat n'a pas été réalisé.